# Taiwan Open 2017
Il Taiwan Open 2017 è stato un torneo di tennis giocato sui campi in cemento indoor. È stata la seconda edizione del Taiwan Open, che fa parte della categoria International nell'ambito del WTA Tour 2017. Si è giocato alla Taipei Arena di Taipei in Taiwan, dal 30 gennaio al 5 febbraio 2017.

## Partecipanti

### Teste di serie
| Giocatrice  | Nazionalità          | Ranking* | Testa di serie |
| ----------- | -------------------- | -------- | -------------- |
| Ucraina     | Elina Svitolina      | 13       | 1              |
| Australia   | Samantha Stosur      | 21       | 2              |
| Francia     | Caroline Garcia      | 24       | 3              |
| Lettonia    | Anastasija Sevastova | 33       | 4              |
| Rep. Ceca   | Kateřina Siniaková   | 37       | 5              |
| Giappone    | Misaki Doi           | 41       | 6              |
| Stati Uniti | Shelby Rogers        | 52       | 7              |
| Serbia      | Jelena Janković      | 54       | 8              |

* Ranking al 16 gennaio 2017.

### Altre partecipanti
Le seguenti giocatrici hanno ricevuto una wildcard per il tabellone principale:
- Lee Ya-hsuan
- Lucie Šafářová
- Samantha Stosur

La seguente giocatrice è entrata in tabellone con il ranking protetto:
- Galina Voskoboeva

Le seguenti giocatrici sono passate dalle qualificazioni:

- Marina Eraković
- Lucie Hradecká
- Ons Jabeur
- Dalila Jakupovič
- Miyu Katō
- Aleksandra Krunić

## Campionesse

### Singolare
Elina Svitolina ha sconfitto in finale  Peng Shuai con il punteggio di 6–3, 6–2.
- È il quinto titolo in carriera per Svitolina, il primo della stagione.

### Doppio
Chan Hao-ching /  Latisha Chan hanno sconfitto in finale  Lucie Hradecká /  Kateřina Siniaková con il punteggio di 6–4, 6–2.